# Gohlis (Zeithain)
Gohlis è una frazione del comune tedesco di Zeithain.

## Storia
Il 1º gennaio 1999 il comune di Gohlis venne soppresso e aggregato al comune di Zeithain.

## Amministrazione
La frazione di Gohlis viene amministrata da un consiglio di frazione (Ortschaftsrat) di 4 membri e da un presidente di frazione (Ortsvorsteher).